# Michail von Kotten
Michail Fridrichovič von Kotten (rusky Михаил Фридрихович фон Коттен, 1870 – 4. března 1917) byl ruský policejní administrátor.

## Životopis
Dne 29. března 1905 se von Kotten připojil k Petrohradské policii. V letech 1907–1909 byl šéfem Moskevské policie, v 1910–1914 byl v Petrohradském bezpečnostním úřadu, kde působil jako plukovník.
Roku 1909 na něho byl spáchán atentát, který von Kotten přežil a odešel do zahraničí jako agent. V roce 1914 byl náčelníkem štábu Kronštadtské pevnosti, poté tajně působil v Německu a Rakouska, později ve Finsku pro organizaci inteligence.
Michail von Kotten byl zavražděn davem v Helsinkách.